# Shenyang J-31
Шэньян J-31 (англ. Shenyang J-31; кит. трад. 歼-31/歼-60; также называют кит. упр. 海东青 «Кречет») — китайский легкий многоцелевой истребитель пятого поколения. Разработан Shenyang Aircraft Corporation.
Были использованы наработки СССР и России в создании нового поколения.
На базе Шэньян J-31 был разработан Шэньян J-35

## Название
Самолёт известен как «Кречет» (кит. трад. 海东青).
После появления в сети фотографий с бортовым номером «31001» по аналогии с нумерацией прототипов Chengdu J-20 самолёт был назван блогерами «J-31» или «Проект 310».
На авиационной выставке China Airshow 2012 в Чжухае упоминалось только кодовое название.

## История создания и производства
23—25 сентября 2011 года в Пекинском музее авиации на конкурсе International UAV Innovation Grand Prix, проводившегося AVIC, была показана масштабная модель F-60 студентами NUAA (Нанкинский университет аэронавтики и астронавтики).
21 июня 2012 года появились фотографии транспортировки зачехленного самолёта, похожего на модель F-60. По информации компании перевозчика (договор был заключён 29 декабря 2011 года), самолёт был перевезён с завода № 112 Shenyang Aircraft Corporation в Институт № 623 города Сиань, который специализируется на статических прочностных испытаниях.
15 сентября 2012 года появились первые фотографии прототипа с бортовым номером «31001».
31 октября 2012 года в паре с двухместным J-11BS совершил первый полёт.
На авиашоу в Дубае 2015 года AVIC опубликовала более подробную информацию о возможностях самолёта. Компания пояснила, что все ещё ищет партнёра в этом проекте, также объявили о разработке самолёта для ВВС Народно-освободительной армии. План AVIC заключался в первом коммерческом полёте этой модели уже к 2019 году. Однако этого не случилось. Летом 2020 года китайское издание Global Times анонсировало полёт загадочного нового истребителя пятого поколения в 2021 году.

## J-35

J-35A

В 2021 году состоялся первый полёт палубного истребителя, получившего обозначение J-35 (номер прототипа 350003). Новый самолёт был перепроектирован и внешне отличается от первого прототипа FC-31 (номер 31001). Появилось приспособление для запуска катапультой и увеличена площадь крыльев, которые получили механизм складывания. Добавлен подфюзеляжный электронно-оптический комплекс. Изменены вертикальные стабилизаторы и фонарь кабины экипажа. Возросший объём фюзеляжа открывает возможность для увеличения внутреннего запаса топлива. При производстве самолёта широко использовались детали, напечатанные на 3D-принтере.
В 2024 году раскрыто существование варианта J-35A, предназначенного для ВВС НОАК. Самолёт прошел лётные испытания. 
В 2025 году стало известно о том, что истребитель J-35A был запущен в серийное производство и уже поступил на вооружение одной из бригад ВВС. Кроме того, палубный истребитель J-35 вероятно уже взлетал с трамплинов и катапульт китайских авианосцев.

### Двигатели
Двигателем первого этапа, вероятно, будет WS-13, точнее его производная WS-21. Он разработан на базе российского двигателя РД-93 для пакистанских самолётов JF-17. Китай построил линию для его серийного производства.
Эволюция двигателя первого этапа: РД-33→РД-93→WS-13→WS-13E/IPE→WS-13X (WS-21). РД-93 стоял на первом прототипе FC-31/J-31.
Ресурс двигателя WS-13 составляет 2000 часов, а межремонтный период достигает 810 часов. У новых модификаций двигателя тяга на форсаже увеличена до 9500 кгс. WS-21 внешне отличается от WS-13E пилообразным соплом для снижения заметности.
Эксперты предполагают, что двигателем второго этапа станет WS-19. Сообщается о прогрессе в разработке данного мотора и проблемах с цепочками поставок материалов, требующихся для его производства.

### Авионика
- БРЛС с наклонённой АФАР[11].
- Подфюзеляжный оптико-электронный комплекс, похожий на EOTS[11].
- Несколько датчиков пассивной оптико-электронной системы с распределённой апертурой, подобной той, что была установлена на истребителях J-20 и F-35 (DAS[англ.])[14][15][25].
- Индикатор на лобовом стекле[11].

### Вооружение

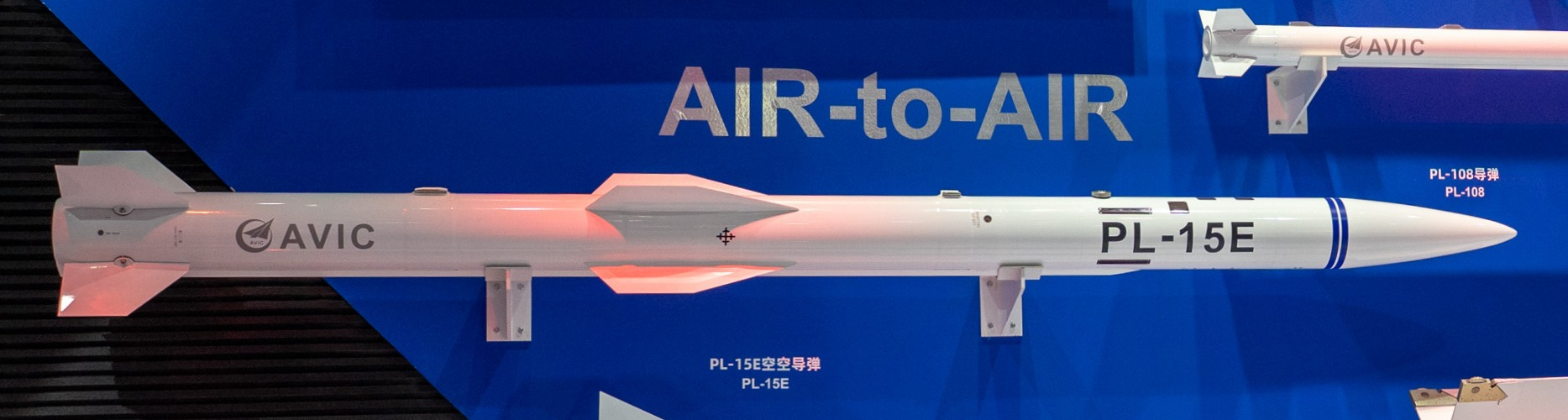
PL15E

Самолёт имеет внутренний отсек для вооружения, расположенный под фюзеляжем. Возможна установка внешних пилонов для оружия.
- PL-17 — ракета воздух-воздух дальностью 400 км[17][26].
- PL-15 — ракета воздушного боя дальностью 150—200 км с активной радиолокационной ГСН[27][28][29]. В перспективе до 6 ракет[30].
- PL-10 — ракета воздушного боя дальностью 30 км сделанная в двух вариантах: с инфракрасной ГСН и радиолокационной ГСН. Создана для замены PL-8 и Р-73[27][28][31].
- AVIC LS-6 — семейство управляемых планирующих бомб разной массы. В один кадр с самолётом попала бомба LS-6/250[27].

В распоряжении Китая есть и другие типы ракет и бомб, которые для этого истребителя ещё не подтверждены.

## Тактико-технические характеристики (заявленные)
Источники данных: AVIC на Airshow China

### Технические характеристики
- Экипаж: 1 человек
- Длина: 16,9 м
- Размах крыла: 11,5 м
- Высота: 4,8 м
- Масса: 17 500 кг

### Лётные характеристики
- Максимальная скорость: М=1,8
- Боевой радиус:
  - Без ПТБ: 1250 км
  - C ПТБ: 2000 км
- Длина разбега: 400 м
- Длина пробега: 600 м